# Paulson Adebo
Saiid Paulson Adebo (geboren am 3. Juli 1999 in Farmington, Michigan) ist ein US-amerikanischer American-Football-Spieler auf der Position des Cornerbacks. Er spielte College Football für die Stanford University und steht seit 2025 bei den New York Giants in der National Football League unter Vertrag. Zuvor spielte Adebo vier Jahre lang für die New Orleans Saints.

## Frühe Jahre und College
Adebos Muttersprache ist Französisch. Seine Mutter wanderte aus dem französischsprachigen Benin in die Vereinigten Staaten ein und unterrichtete Französisch an der University of Texas at Arlington. Adebo besuchte die Highschool in Mansfield, Texas, und spielte dort erfolgreich Football als Cornerback und Wide Receiver, zudem wurde er als Return Specialist eingesetzt. Ab 2017 ging er auf die Stanford University, um College Football für die Stanford Cardinal zu spielen.
Nach einem Redshirtjahr war Adebo 2018 Stammspieler. Mit 24 verteidigte Pässen, davon vier Interceptions, war er der in dieser Statistik erfolgreichste Spieler der Saison 2018 in der NCAA Division I Football Bowl Subdivision (FBS). Adebo wurde in das All-Star-Team der Pacific-12 Conference gewählt, ebenso wie in der folgenden Saison. Dabei bestritt er neun Spiele, fing vier Interceptions und verhinderte zehn weitere Pässe, bevor er die Saison verletzungsbedingt vorzeitig beenden musste. Die Saison 2020 setzte Adebo infolge der COVID-19-Pandemie aus, woraufhin er sich für den NFL Draft anmeldete.

## NFL
Adebo wurde im NFL Draft 2021 an in der dritten Runde an 76. Stelle von den New Orleans Saints ausgewählt. Aufgrund mehrerer unerwarteter Ausfälle, darunter das verletzungsbedingte Fehlen von Ken Crawley und Brian Poole sowie das Karriereende von Patrick Robinson in der Saisonvorbereitung, ging Adebo als Starter in seine erste NFL-Saison. Bei seinem NFL-Debüt am ersten Spieltag konnte er einen Pass von Aaron Rodgers abfangen. Insgesamt gelangen Adebo in der Saison 2021 drei Interceptions sowie acht abgewehrte Pässe. Dabei sah er als Stammspieler an der Seite von Marshon Lattimore deutlich mehr Einsatzzeit als der kurz vor Saisonbeginn für einen Dritt- und einen Sechstrundenpick neu verpflichtete Bradley Roby. In der Saison 2022 konnte Adebo sieben Pässe abwehren. In seinem dritten Jahr in der NFL spielte Adebo seine bis dahin beste Saison. Mit 18 abgewehrten Pässen verzeichnete er den dritthöchsten Wert der Liga und den Bestwert in seinem Team, zudem waren auch seine vier Interceptions Höchstwert bei den Saints (zusammen mit Tyrann Mathieu). Dabei setzte er 76 Tackles und konnte zwei Fumbles erzwingen und erobern. In der Saison 2024 zog Adebo sich am siebten Spieltag gegen die Denver Broncos einen Bruch des Oberschenkelknochens zu und verpasste daher den Rest der Saison. Bis dahin waren ihm drei Interceptions gelungen, zudem hatte er mit zehn verhinderten Pässen die Liga in dieser Statistik angeführt.
Im März 2025 unterschrieb Adebo einen Dreijahresvertrag im Wert von 54 Millionen US-Dollar bei den New York Giants.

### NFL-Statistiken
| Saison                             | Saison | Spiele | Spiele      | Tackles | Tackles | Tackles | Tackles | Interceptions | Interceptions | Interceptions | Interceptions | Interceptions | Fumbles | Fumbles | Fumbles |
| Jahr                               | Team   | Spiele | als Starter | Gesamt  | Solo    | Ast     | Sacks   | PD            | INT           | Yds           | Lng           | TD            | FF      | FR      | TD      |
| ---------------------------------- | ------ | ------ | ----------- | ------- | ------- | ------- | ------- | ------------- | ------------- | ------------- | ------------- | ------------- | ------- | ------- | ------- |
| 2021                               | NO     | 17     | 17          | 66      | 55      | 11      | 0,0     | 8             | 3             | 50            | 33            | 0             | 0       | 0       | 0       |
| 2022                               | NO     | 13     | 12          | 60      | 51      | 9       | 0,0     | 7             | 0             | 0             | 0             | 0             | 0       | 0       | 0       |
| 2023                               | NO     | 15     | 15          | 76      | 60      | 16      | 0,0     | 18            | 4             | 32            | 27            | 0             | 2       | 2       | 0       |
| 2024                               | NO     | 7      | 7           | 52      | 43      | 9       | 0,0     | 10            | 3             | 68            | 47            | 0             | 0       | 0       | 0       |
| Gesamt                             | Gesamt | 52     | 51          | 254     | 209     | 45      | 0,0     | 43            | 10            | 150           | 47            | 0             | 2       | 2       | 0       |
| Quelle: pro-football-reference.com |        |        |             |         |         |         |         |               |               |               |               |               |         |         |         |